# Grupo Bimbo
Grupo Bimbo, S.A.B. de C.V. (simplemente conocida como Bimbo), es una empresa multinacional mexicana fundada el 2 de diciembre de 1945 en la Ciudad de México, que tiene presencia en 35 países de América, Europa, Asia y África.
Sus acciones cotizan en la Bolsa Mexicana de Valores (BMV) bajo la clave de pizarra BIMBO y en el mercado extrabursátil de Estados Unidos a través de un programa de ADR Nivel 1, bajo la clave de pizarra BMBOY. 
La empresa cuenta con 223 plantas panificadoras, +1500 puntos de venta y una red de distribución con 58 000 rutas en todo el planeta.[cita requerida] Asimismo, Grupo Bimbo opera más de 100 marcas y más de 9000 productos alrededor del mundo, entre los que destacan: Bimbo, Marinela, Barcel, Milpa Real, y Tía Rosa.
Desde 1997, Daniel Servitje Montull fungía como director general y, desde 2013, como el presidente del Consejo.A partir de mayo de 2024, actual Presidente Ejecutivo de Grupo Bimbo y Rafael Pamias, director general.

## Historia
Grupo Bimbo inició operaciones en México el día 2 de diciembre de 1945, con el nombre oficial de Panificación Bimbo, S.A. La compañía comenzó con 34 empleados, vendiendo pan de caja blanco (grande y chico), pan tostado y pan negro, envueltos en celofán. Lorenzo Servitje Sendra junto con José T. Mata, Jaime Sendra Grimau, Jaime Jorba Sendra y Alfonso Velasco fueron los socios que comenzaron esta empresa de panificación.
El nombre Bimbo fue elegido entre otras candidatos como PanRex, Pan NSE (por Nutritivo Sabroso y Económico), Sabrosoy, Pan Lirio y Pan Azteca. Tiempo después los fundadores se enteraron de que Bimbo también es la manera coloquial en que los italianos le dicen a los niños (acortado de bambino) y que en China el fonema para designar al pan (面包, miànbāo), es casi idéntico al nombre de la marca.
De igual manera, el embajador de la marca, el Osito Bimbo, nació en 1945, con la participación de los socios fundadores. Todo comenzó con el dibujo de un oso en una tarjeta de Navidad que llegó a Jaime Jorba. Anita Mata, esposa de Jaime Sendra, fue quien añadió sus rasgos característicos que son el gorro, el delantal y el pan bajo el brazo. Por último, Alfonso Velasco arregló la forma de la nariz para completar este personaje que representa limpieza, blancura y suavidad.

### Inicios del Grupo Bimbo
En sus primeros años, el Grupo Bimbo comenzó a posicionarse en el gusto de las familias mexicanas gracias a la calidad de sus productos; para 1948 ya contaba con nueve variedades distintas entre las que destacan el pan blanco, pan tostado, pan negro, pan de dulce, bollos y panqués. Gracias a este crecimiento en la producción, en 1949 se abre la primera agencia foránea en el estado mexicano de Puebla.
Para la década de 1950, el Grupo Bimbo llevó sus productos a más personas con el “38”, un vehículo con altavoces, tocadiscos y micrófonos. De igual manera, al poco tiempo la variedad de pan se amplió a las Donas del Osito, los Bimbollos, Medias Noches y Colchones (1952).
Al cumplir 10 años en 1955, el Grupo Bimbo contaba ya con 700 colaboradores y 140 vehículos, los cuales se complementaron, en 1956, con la apertura de la fábrica de Bimbo de Occidente (Guadalajara), con Roberto Servitje como director general; y con la llegada en empaque individual del Gansito, un pastelillo cubierto de chocolate, relleno de crema y mermelada de fresa en 1958.

### Años 60 y 70
En los años 60, Grupo Bimbo continuó expandiéndose con su llegada a Monterrey, Nuevo León, y su primera restructuración administrativa en 1963, con la que se crea su estructura corporativa. Asimismo, un año más tarde, 1964, adquiere los derechos, en México, de la marca Sunbeam de Quality Bakers of America.
Por otro lado, en los años 70, Grupo Bimbo tuvo un crecimiento importante en diferentes áreas. En 1971 inició operaciones Barcel, una de sus marcas más representativas; en 1972 la compañía abre su planta panificadora localizada en Azcapotzalco, Ciudad de México, que sería, en ese entonces, la más grande de Hispanoamérica y una de las 10 más grandes de todo el mundo.
En cuanto a su negocio, la empresa incursiona en el mercado de las mermeladas con Carmel (1973), nace Suandy y Tía Rosa (1974), comienza la elaboración de Conchas Bimbo (1975) y se crea Ricolino, la marca líder de dulces y chocolates de la empresa, con el famoso Bubulubu (1978).
Para finales de esta década, Grupo Bimbo se constituye de tres empresas, 12 plantas y 15 000 colaboradores; además, Roberto Servitje es nombrado director general.

### Años 80 y 90
Al inicio de la década de los 80, Grupo Bimbo presenta relevantes cambios internos y externos. En primera instancia, inició operaciones en la Bolsa Mexicana de Valores (BMV), cotizando el 15% de sus acciones, y en 1986 se generó una nueva estructura organizacional, a partir de la cual se crea un solo grupo industrial.
De igual manera, en estos años, comenzó a exportar productos a Estados Unidos (1984) y se crea Bimbo Centroamérica (1989) con la construcción de una planta en Guatemala, la cual se culminó en 1990.
En los inicios de los años 90, añadió las tortillas Milpa Real, Del Hogar, Candy Max y Lonchibon a sus marcas. En 1993, inauguró su nuevo edificio corporativo en Santa Fe, Ciudad de México y en 1995 adquirió la empresa Coronado, especializada en la fabricación de productos con cajeta.
En esta década también se dio una mayor expansión en Hispanoamérica con la apertura de Bimbo en Argentina y el corporativo de la región (1991), así como de la planta de Ideal en Chile (1995).
Por último, 1997 marcó un nuevo rumbo en todas las operaciones de Grupo Bimbo a nivel global, con el nombramiento de Daniel Servitje, como director general de la compañía, y añadió Galletas Lara como una nueva marca.

### 2000 - 2010
En el inicio del nuevo siglo, Grupo Bimbo añadió nuevas marcas como Plus Vita y Pullman en Brasil (2001), Joyco de México, Alimentos Duval y Lolimen, fabricantes de Duvalín, Bocadín y Lunetas (2004); Pastelería El Globo, Pastelería El Molino y Chocolates La Corona (2005) y Nutrella de Brasil (2008), a su portafolio.
Asimismo, en 2006 la compañía comenzó su incursión en el mercado asiático con la adquisición de la panificadora Panrico en Beijing, China; y extendió su presencia en Estados Unidos con la compra del negocio de panificación de George Weston Limited, empresa propietaria de las marcas Thomas, Oroweat, Arnold, Boboli, Stroehmann y Freihofer', así como Galletas Gabi y Clever, alimentos para perros en México en 2009.

### 2010-presente
En el inicio de una nueva década, Grupo Bimbo se consolidó como la empresa panificadora más grande a nivel mundial, al adquirir Sara Lee North American Fresh Bakery, en Estados Unidos, Fargo en Argentina y Dulces Vero en México en 2010 y Bimbo Iberia en España y Portugal en 2011. Un año más tarde, la compañía concretó su conversión más importante a energías renovables con la inauguración del Parque Eólico Piedra Larga, que suministra al Grupo de energía eléctrica limpia a varias de sus instalaciones en México y a su flotilla de autos eléctricos, la más grande de México y una de las más amplias de Hispanoamérica.
Los siguientes años, Grupo Bimbo adquirió varias empresas para impulsar su estrategia de crecimiento global; algunas de las más destacadas son: Canada Bread (Canadá - Reino Unido) y Supan (Ecuador) en 2014; Vachon (Canadá) en 2015; así como Panettiere (Colombia), General Mills (Argentina), Hazpan (México) y Panrico S.A.U. (España y Portugal) en 2016.
En 2017, Grupo Bimbo comenzó su incursión en África con la adquisición de Grupo Adghal en Marruecos; en Asia continúa creciendo con la compra del 65% de las acciones de Ready India Private Limited (Ready Roti) y adquiere East Balt, una de las compañías más importantes en servicios de comida con presencia en China, Japón, Francia, Italia, Alemania, Marruecos, Nigeria, Rusia, Sudáfrica, República Democrática del Congo, Corea del Norte, Corea del Sur, Filipinas, Indonesia, Suiza, Austria, Turquía, Arabia Saudita, Ucrania y Estados Unidos. En cuanto a marcas, ese año se suman a su catálogo Bays English Muffins (Estados Unidos) y la Panadería Stonemill (Canadá), para impulsar su estrategia de crecimiento global.
En 2018, la compañía continuó su expansión: concretó la compra de las marcas Nutra Bien en Chile; El Paisa en Colombia, para crecer en Sudamérica; y de Grupo Mankattan, un jugador líder en la industria de la panificación en China, lo que impulsó su crecimiento en el canal de comida rápida en el país asiático. Este mismo año, Grupo Bimbo se unió al Pacto RE100, comprometiéndose a que, para 2025, el 100% de la energía eléctrica que utilice en sus operaciones globales provenga de fuentes renovables. También, se convirtió en la primera empresa mexicana en emitir Certificados de Energía Limpia para Generación Distribuida.
Por último, en 2019 impulsó múltiples programas para la comunidad como: Buen Vecino, Reforestamos México y Limpiemos México. Entre ellos destaca la campaña Sin Dejar Huella con la cual Grupo Bimbo comprometió que el 100% de sus empaques sean reciclables, biodegradables y/o compostables para 2025.
En el 2020, Grupo Bimbo expandió sus actividades de innovación, creando una oficina de innovación en Israel, enfocándose en la colaboración con startups en el sector foodtech.
En 2021, Grupo Bimbo expandió su presencia en India, adquiriendo la empresa Kitty Bread, su tercera adquisición en el país.
En 2022, Grupo Bimbo adquirió la panadería inglesa St Pierre, trato que se espera que lleve crecimiento para Grupo Bimbo, no únicamente en Inglaterra, sino también en Estados Unidos y otros mercados internacionales.
Por último, en mayo de 2022, Grupo Bimbo vende su negocio de confitería, Ricolino a Mondelēz International por aproximadamente 1300 millones de dólares. La venta fue completada en noviembre del mismo año.

## Estructura corporativa

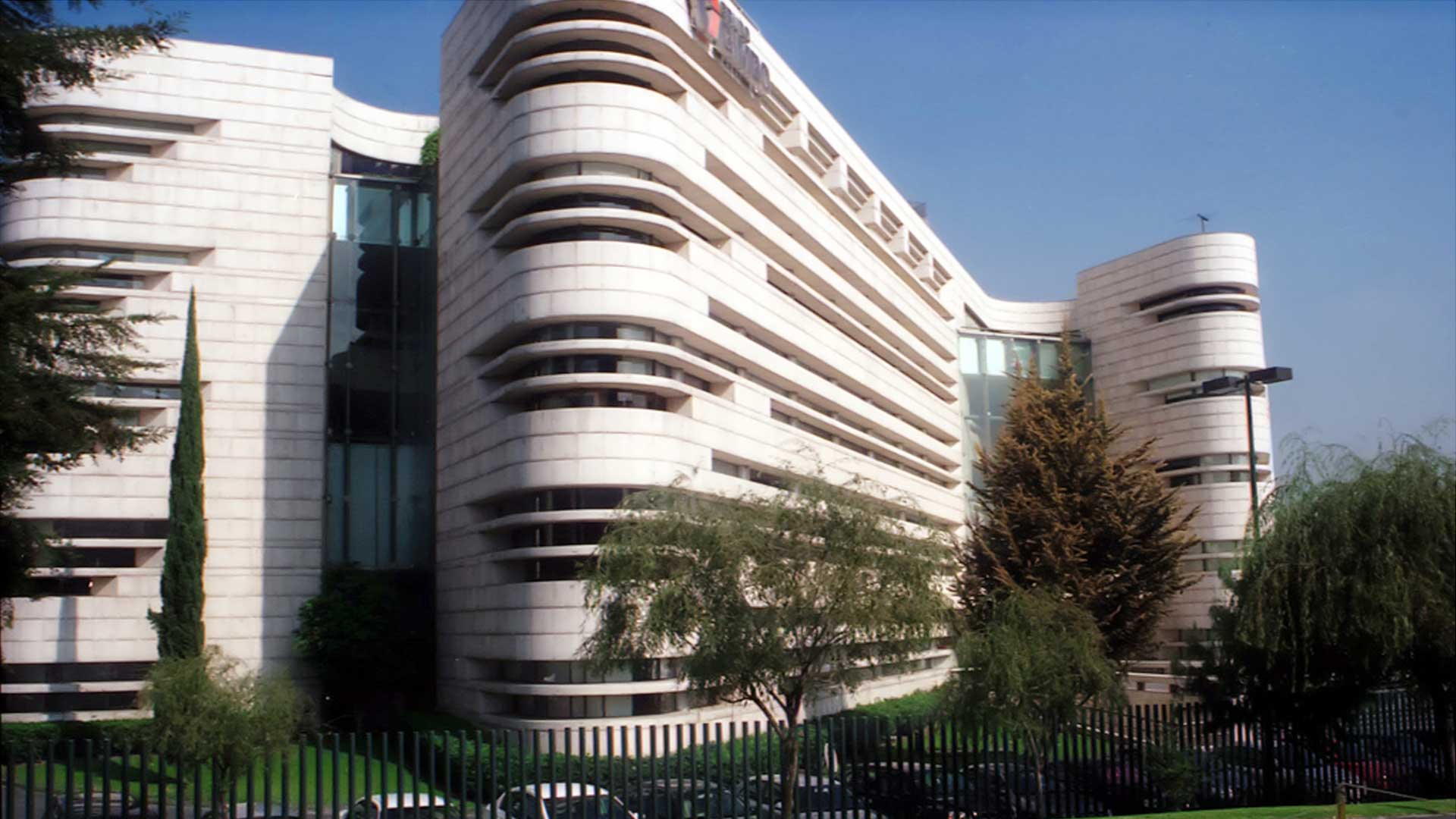
Sede Grupo Bimbo

Grupo Bimbo se compone en primera instancia de una Asamblea de Accionistas, cuya labor es designar a los miembros del Consejo de Administración, mismo que debe estar formado por un mínimo de 5 consejeros y un máximo de 21; el 25% de ellos son agentes independientes.
El siguiente escalafón es el Comité Directivo, que se establece de la siguiente forma:
Presidente Ejecutivo: Daniel Javier Servitje Montull
Director General: Rafael Pamias
Directores Generales Adjuntos:
Javier Augusto González Franco
Gabino Miguel Gómez Carbajal
Director Global de Administración y Finanzas: Diego Gaxiola Cuevas
Director Global de Personas: Juan Muldoon Barrena
Director Global de Transformación: Raúl Obregón Servitje

## Internacionalización
En la actualidad su presencia se ha expandido a 35 países de todo el mundo.
Asimismo, la estructura de Grupo Bimbo se divide en 8 regiones, distribuidas de la siguiente manera:
|  | Región                   | Compañía operadora | Cantidad de marcas | Marcas destacadas                                   | Ref.   |
|  | ------------------------ | ------------------ | ------------------ | --------------------------------------------------- | ------ |
|  | México                   | Grupo Bimbo        | 28                 | Bimbo, Marinela, Barcel, Tía Rosa                   | [ 74 ] |
|  | Estados Unidos           | Bimbo Bakeries USA | 42                 | Entenmann's, Bays English Muffins, Sara Lee, Wonder | [ 75 ] |
|  | América Central          | Grupo Bimbo        | 29                 | Breddy, Monarca, Supa, Bimbo                        | [ 76 ] |
|  | América del Sur          | Ideal              | 25                 | Ideal, Valente, Lactal                              | [ 77 ] |
|  | China                    | Bimbo China        | 3                  | Bimbo 宾堡, Food Jinhongwei, Million Land House     | [ 78 ] |
|  | Europa-Asia-África (EAA) | Bimbo Iberia       | 23                 | Bollycao, Qé, Belle                                 | [ 79 ] |
|  | Canadá                   | Canada Bread       | 18                 | Canada Bread, POM, Ben´s                            | [ 80 ] |
|  | Brasil                   | Bimbo Brasil       | 7                  | Nutrella, Pullman, Plus Vita                        | [ 81 ] |

Cada color simboliza el área de operaciones (véase tabla arriba).

## Adquisiciones relevantes
- 1964: Sunbeam - Quality Bakers of America (Estados Unidos, licencia en México)
- 1994: Holsum (Venezuela)
- 1995: Coronado (México), Grupo Ideal (Chile)
- 1998: Mrs. Baird’s (Estados Unidos)
- 2001: Plus Vita, Pullman (Brasil)
- 2002: George Weston Limited (Estados Unidos)
- 2004: Joyco de México, Alimentos Duval, Lolimen (México)
- 2005: Pastelería El Globo, Pastelería El Molino, Chocolates La Corona (México)
- 2006: Panrico (China)
- 2008: Nutrella (Brasil)
- 2009: George Weston Foods Ltd. (Estados Unidos)
- 2010: Dulces Vero (México)
- 2011: Sara Lee North American Fresh Bakery (Estados Unidos), Fargo (Argentina), Bimbo Iberia (España y Portugal)[43]
- 2014: Canada Bread (Canadá), Supán (Ecuador)
- 2015: Vachon, Italian Home Bakery (Canadá),[82] HazPan (México)
- 2016: Panettiere (Colombia), General Mills (Argentina), Panrico S.A.U. (España y Portugal)[83]
- 2017: Grupo Adghal (Marruecos),[84] East Balt Bakeries (Estados Unidos),[85] 65% de acciones de Ready India Private Limited (India)[86]
- 2018: Nutra Bien (Chile),[87] El Paisa (Colombia),[56] Grupo Mankattan (China)[88]
- 2021: Popcornopolis (Estados Unidos), Kitty Bread (India)
- 2022: Vel Pitar (Rumanía)
- 2023: Amaritta Food, S.L., Bimbo QSR Colorado, LLC (anteriormente Mile Hi Bakery, Inc), National Choice Bakery, Fortisa AG, Mile Hi Bakery, Natural Bakery y Vel Pitar

- 2024: Trei Butari, UNO 30%, Moulin d’Or, La Zarcereña y Pagnifique

## Sustentabilidad

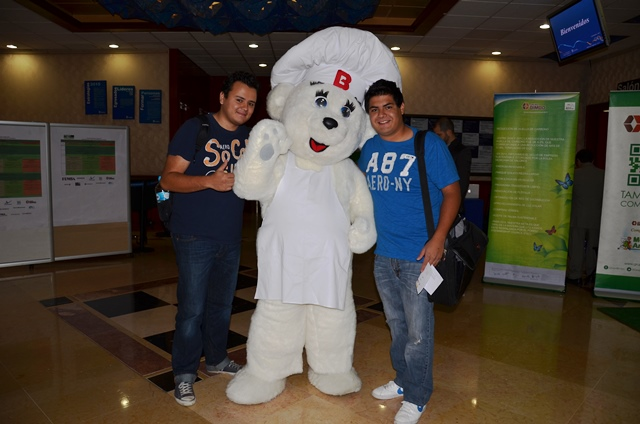
Grupo Bimbo en el programa «Cumbres Verdes».

Grupo Bimbo gestiona sus acciones dedicadas al medio ambiente con la plataforma Un Camino Sustentable. 

### Reducción de la huella de carbono
Una de sus acciones en este ámbito es el aprovechamiento de la energía del viento, gracias a dos parques eólicos: Piedra Larga (México) y Santa Rita East (EE. UU.). El primero, ubicado en el estado de Oaxaca, tiene una capacidad instalada de 90 MW, lo cual provee de energía al 70% de sus centros de trabajo en México y evita anualmente la emisión de 180 000 toneladas de CO2 a la atmósfera. Por su parte, el segundo se ubica en Texas, y tiene una capacidad de 100 MW y surte de energía 100% renovable a sus operaciones en los Estados Unidos.
Asimismo, Grupo Bimbo cuenta con la flotilla de vehículos eléctricos más grande de México. Actualmente, cuenta con 41 transportes utilitarios híbridos y más de 500 vehículos de reparto eléctricos que fueron desarrollados por Moldex, una filial que esta compañía inició para construir soluciones tecnológicas. La compañía se comprometió a crecer su flotilla eléctrica en México e incorporar 4000 autos eléctricos para 2024, mil durante cada año.
Para mitigar la huella de carbono, Grupo Bimbo desarrolló Bimbo Solar, un sistema de autoabastecimiento que inauguró en 2018. Este programa comprende un techo solar en su edificio corporativo con 308 paneles; el techo solar más grande de México, y el segundo en Latinoamérica, en su Centro de Distribución Metropolitano y uno de los techos solares más grandes en Chile.

### Reducción de huella hídrica
La compañía ha estandarizado el tratamiento y la reutilización del agua para fines de riego de áreas verdes, servicios sanitarios y lavado de vehículos que transportan sus productos. Grupo Bimbo reporta que el 82% del agua que utilizan a nivel mundial es tratada en sus plantas. Por último, Grupo Bimbo ha incorporado la captación pluvial por medio de 108 centros de trabajo que, durante 2019, captaron más de 2.5 millones de litros de agua de lluvia a nivel mundial, lo que equivale a 1253 pipas.

### Gestión de residuos
Grupo Bimbo lanzó, en 2019, la campaña “Sin Dejar Huella”, la cual tiene como objetivo principal mitigar el impacto de la compañía en el medio ambiente. Por medio de un Programa Integral de Manejo de Residuos, la empresa se enfoca en la innovación de sus envolturas, el aprovechamiento de desechos y el manejo post-consumo.
Cuenta con 43 plantas con cero residuos a rellenos sanitarios y 144 plantas con más del 80% de reciclaje. Además, ha implementado proyectos de economía circular en los que reintroduce materias primas de embalajes en el flujo de producción.
La compañía participa en diferentes programas post-consumo que promueven el reciclaje en países como México, Estados Unidos, Canadá, España, Portugal y Brasil.

### Capital Natural
La compañía trabaja con proveedores como con el Centro Internacional de Mejoramiento de Maíz y Trigo (CIMMYT), así como pequeñas y medianas empresas (PyMEs) en programas enfocados a la soya, el ajonjolí y la trazabilidad del aceite de palma; en diversos programas de agricultura sustentable, también llamada de conservación.

## Cifras globales en ventas en millones de pesos nominales
| Año  | Ventas netas totales (MXN) | Total activos (MXN) | Total pasivos (MXN) | Capital (MXN) |         |
| ---- | -------------------------- | ------------------- | ------------------- | ------------- | ------- |
| 2012 | $173,139                   | $137,140            | $90,082             | $47,058       | [ 107 ] |
| 2013 | $176,041                   | $134,727            | $86,944             | $47,783       | [ 108 ] |
| 2014 | $187,053                   | $177,761            | $124,159            | $53,602       | [ 109 ] |
| 2015 | $219,186                   | $199,633            | $137,774            | $61,859       | [ 110 ] |
| 2016 | $252,141                   | $245,165            | $170,089            | $75,076       | [ 111 ] |
| 2017 | $267,515                   | $259,250            | $182,225            | $77,024       | [ 112 ] |
| 2018 | $288,266                   | $263,316            | $178,741            | $84,575       | [ 113 ] |
| 2019 | $291,926                   | $279,081            | $200,770            | $78,311       | [ 114 ] |
| 2020 | $322,943                   | $307,651            | $219,640            | $88,011       | [ 115 ] |
| 2021 | $338,792                   | $337,640            | $236,034            | $101,606      | [ 116 ] |
| 2022 | $398,708                   | $347,764            | $220,162            | $127,602      | [ 117 ] |

## Marcas por región
| México | Estados Unidos | América Central | América del Sur | Europa-Asia-África (EAA) | Canadá | Brasil                                                                          | China                                               |
| --- | --- | --- | --- | --- | --- | ------------------------------------------------------------------------------- | --------------------------------------------------- |
| - Bimbo - Marinela - Barcel - Thomas - Tía Rosa - Galletas Lara - Villagio - Mrs. Baird´s - Vital - Entenmann´s - Takis - Artesano - Suandy - Galletas Gabi - Lonchibón - Milpa Real - Del Hogar - Saníssimo - Pastelería El Globo - Wonder - Oroweat - Nature´s - Clever - Empanadas Julitas - Pastelería El Molino - HazPan - Popcornopolis POP - Very Güel | - Sara Lee - Mrs Baird's - Heiner's - Arnold - Barcel USA - Popcornopolis - Colombo - Colonial - Eureka - Boboli - Brownberry - Entenmann's - Takis USA - Artesano - Ball Park Buns - East Balt Bakeries - Bay´s English Muffins - Little Bites - Alfaro´s - Anzio & Sons - Francisco - Freihofer´s - Goldminer - Grace Baking - J.J. Nissen - D´Italiano - Lumber Jack - Maier´s - Nature´s Harvest - Oroweat - Stroehmann - Thomas' - San Louis Sourdough - Wholesome Harvest - Old Style - Saníssimo USA - Master - Mother´s - Rainbo - Marinela USA - Bimbo USA - Tía Rosa USA | - Bimbo - Marinela (Conocida como Winni en los años 80 y actualmente como Marisela) - Braun - Breddy - Europa - Bimbo Fit - Grilé - Guadalupe - Holsum - Monarca - Morán - Mr. Brown - Supan - Vital - Tulipán - La Mejor - Lalo - Mamá Inés - Marinela - Milpa Real - Tía Rosa - Artesano - Pix - Pa' Mi Gente - Oroweat - Saníssimo - Rey Pan | - Ideal - Bimbo - Artesano - Marinela - Lactal - Rapiditas - Cena - Tía Rosa - Vital - Valente - Pancatalán - Oroweat - Fargo - Maestro Cubano - Los Sorchantes - Ricard - Plym - Fuchs - Il Genovese - Agua de Piedra - Lagos del Sur - Pan Todos - Rolly's - Saníssimo - PYC | - Bimbo Bagels - Bimbo - Bollycao - Donettes - Donuts - La Bella Easo (Conocida anteriormente como Martínez) - Qé - Weikis - Artesano - The Rustik Bakery - Belle - Bony - Takis - Oroweat - Eagle - Harvest Gold - Thins - Silueta - Tigretón - Kitty Bread - Ortíz - Pantera Rosa - Pop Up | - Dempster´s - Pom - Artesano - Ben´s - Bon Matin - Boulange Des Campagnards - Canada Bread - Cinnabon - Goldminer - Hostess - Maison Cousin - McGavin´s - Tenderflake - Sun-Maid - Vachon - Villagio - Sara Lee - Saníssimo | - Pullman - Plusvita - Nutrella - Ana María - Pungüinos - Crocantissimo - Rap10 | - Bimbo 宾堡 - Food Jinhongwei - Million Land House |

## Premios, reconocimientos y certificaciones

### 2011
- Bimbo, S.A. de C.V. gana el Premio Nacional de Exportaciones en la categoría: Empresas Exportadoras Grandes Industriales.[119]
- Reconocimiento Transporte Limpio por parte de la Secretaría de Medio Ambiente y Recursos Naturales (SEMARNAT).[120]

### 2012
- La Procuraduría Federal de Protección al Ambiente (PROFEPA), reconoció a Grupo Bimbo por el Programa de Liderazgo Ambiental para la Competitividad.[121]
- Premio Empresa Segura a las plantas Barcel Lerma, Mérida y San Luis, otorgado por la Secretaría del Trabajo y Previsión Social (STPS).[107]

### 2013
- Grupo Bimbo fue reconocido por sus esfuerzos en la reducción de la huella ambiental de sus operaciones de transporte y distribución, durante la 3.ª edición del programa Transporte Limpio, por la Secretaría de Medio Ambiente y Recursos Naturales (SEMARNAT).[122]

### 2015
- La empresa obtiene la calificación de Excelente Desempeño Ambiental de la Secretaría de Medio Ambiente y Recursos Naturales (SEMARNAT).[123]

### 2016
- Bimbo Villahermosa recibió el reconocimiento de Excelencia Ambiental por parte de la Procuraduría Federal de Protección al Ambiente (PROFEPA).[124]

### 2017
- Bimbo Villahermosa recibió por tercer año consecutivo el reconocimiento de Excelencia Ambiental que otorga la PROFEPA.[125]

### 2018
- La división Bimbo Bakeries USA fue nombrada Socio del Año Energy Star por la Agencia de Protección Ambiental de los Estados Unidos (EPA), por su estrategia de administración y ahorro de energía.[126]
- Las plantas de Bimbo en Mexicali, Toluca y Hazpan recibieron un certificado de Industria Limpia por parte de la PROFEPA.
- La Secretaría del Trabajo y Previsión Social (STPS) nombró Empresa Segura a la Planta Suandy de Toluca en el Estado de México, por sus medidas para cuidar la integridad de los colaboradores.[127]
- Reconocimiento de Empresa Segura a cinco de centros de trabajo en Nuevo León, por sus resultados en el Programa de Autogestión en Seguridad y Salud en el Trabajo (PASST) de la STPS.[128]
- La Procuraduría Federal de Protección al Ambiente otorgó el certificado de Industria Limpia a la planta Mérida de Bimbo.[129]